# Juralithinus gracilidorsum
Juralithinus gracilidorsum là một loài bọ cánh cứng trong họ Trogossitidae. Loài này được Kireitshuk & Ponomarenko miêu tả khoa học năm 1990.